# 엔도 미노루
엔도 미노루(일본어: 遠藤 実, えんどう みのる, 1932년 7월 6일 ~ 2008년 12월 6일)는 일본의 작곡가이다.

## 생애
도쿄부 도쿄시 무코지마 구(向島區, 현재의 도쿄도 스미다구) 출신이다. 제2차 세계 대전 기간 동안에는 니가타현 니시칸바라군 우치노 정(內野町, 현재의 니가타시 니시구)에서 피난 생활을 했으며 1949년 도쿄도로 이주했다.
1956년 일본 머큐리 레코드에서 《달님 오늘 밤은》(お月さん今晩わ)이라는 노래를 발표하면서 작곡가로 데뷔했다. 데뷔 당시의 호시 유키오(星幸男)였다. 그가 생전한 작곡한 노래는 5,000곡(대부분은 엔카)에 달하며 후나키 가즈오, 센 마사오, 모리 마사코 등의 많은 가수를 키웠다.
1966년에는 그의 자서전인 《태양도 웃고 있다네》(太陽も笑っている)를 원작으로 한 영화인 《태양은 힘차게 달린다》(太陽に突っ走れ)가 개봉되기도 했다. 1968년 레이블 이름으로 사용되었던 미노루폰(ミノルフォン)을 회사 이름으로 바꾸면서 형식상의 사장에 취임했다.
1988년 미국 하와이주에서 관상동맥우회로이식술을 받았다. 1989년 일본음악작가협회를 설립하고 회장에 취임했으며 1994년에는 일본대중음악문화협회 회장, 1995년에는 일본음악저작권협회 회장에 취임했다. 2003년에는 가요계 인사로는 최초로 문화공로자로 선출되었다.
2008년 12월 6일 오전 10시 54분 도쿄도에 있는 병원에서 급성 심근 경색으로 인해 향년 76세를 일기로 사망했다. 일본 정부는 2008년 12월 19일에 수많은 노래를 작곡하여 대중 음악 발전에 힘쓴 그를 기념하기 위해 정4위, 욱일중광장을 수여했으며 2009년 1월 23일에는 국민영예상을 수여했다.